# Anna Gustavsson
Anna Gustavsson, född 22 maj 1989  i Skövde, är en före detta svensk handbollsmålvakt. Hon spelade i Skövde HF  hela sin karriär fram till 2010,  hon var med i Skövde HF:s guldlag 2008 och  tog två silver med laget 2009 och 2010. Efter säsongen 2010 slutade Anna Gustavsson med handbollen. Anna var främst reservmålvakt bakom Lisa Karlsson i Skövde HF.
Anna spelade även 19 U-landskamper med Sveriges U lag.